# Georges Cadoudal
Georges Cadoudal ( em bretão:  Jorj Kadoudal; 1 de janeiro de 1771 - 25 de junho de 1804), às vezes chamado simplesmente Georges, foi um político bretão e líder dos Chouannerie durante a Revolução Francesa. Foi nomeado postumamente como marechal da França em 1814 pelos Bourbons reintegrados. Cadoudal significa em língua bretã "guerreiro retornando da luta".

## Biografia
Nascido em Brech, na Bretanha, após concluir sua educação, ele permaneceu fiel às suas convicções monarquista e romana durante o início da Revolução. Desde 1793, ele organizou uma rebelião no Morbihan contra a Convenção Nacional da Primeira República. Foi rapidamente suprimida, e ele se juntou ao exército da insurreição da Vendéia, participando das batalhas de Le Mans e Savenay em dezembro do mesmo ano.
Voltando a Morbihan, ele foi preso e encarcerado em Brest. Ele conseguiu, no entanto, escapar e recomeçou a luta contra a Revolução. Apesar da derrota de seu partido e do fato de ter sido forçado várias vezes a se refugiar na Inglaterra, Cadoudal não deixou de fazer guerra nem de conspirar em favor do pretendente realista Louis, conde de Provença. Em 1799, ele era um visitante regular em Mont Orgueil, Jersey, onde conheceria Philippe d'Auvergne, um mestre de espionagem britânico. :107 Ele se recusou a chegar a um acordo com o governo, embora Napoleão Bonaparte lhe fizesse ofertas, que admirava sua habilidade e sua energia obstinada.
A partir de 1800, era impossível para Cadoudal continuar a guerra aberta, então ele concentrou seus esforços em conspirações. Ele esteve indiretamente envolvido na tentativa de Pierre Saint-Regent sobre a vida do Primeiro Cônsul, em dezembro, e fugiu para a Inglaterra novamente.
Na noite de 23 de agosto de 1803, o HMS Vincejo desembarcou Georges e vários outros Chouans no sopé dos penhascos de Biville. Os conspiradores queriam realizar uma nova tentativa de sequestro ou assassinato em Bonaparte, enquanto estavam no caminho para Malmaison. :113 Embora sob vigilância policial nominal, ele conseguiu escapar da perseguição por seis meses, mas foi preso por longos períodos. Considerado culpado e sentenciado à morte, ele se recusou a pedir perdão e foi guilhotinado em Paris, junto com onze de seus companheiros. Antes de ser executado, ele gritou para a multidão: "E agora, é hora de mostrar aos parisienses como cristãos, monarquistas e bretões morrem".
Durante a Restauração, em 1814, Cadoudal foi feito um marechal da França postumamente, por Luís XVIII.
Cadoudal aparece como personagem principal no romance de Rafael Sabatini de 1940, Marquês de Carabas (tr. "Mestre de armas"). Ele também é retratado em Os Companheiros de Jeú e O Cavaleiro de Sainte-Hermine, por Alexandre Dumas.